# Per Tyrssons döttrar
Per Tyrssons döttrar (eller Herr Töres' döttrar) är en medeltida ballad, en så kallad legendvisa. Handlingen i Ingmar Bergmans film Jungfrukällan bygger delvis på balladen. Ballader av samma typ finns också på danska, färöiska, isländska och norska. Balladtypen kallas B 21 i TSB; den har beteckningen SMB 47 i Sveriges Medeltida Ballader. Child-balladen "Babylon" har en liknande handling.
Här låter omkvädet "kaller var deras skog" oss förstå att ofärd är att vänta. Det andra omkvädet – "Medan skogen han lövas" – skall kanske få lyssnaren att förstå, att naturens blomning fortsätter oberoende av vilka gräsligheter som drabbar de människor som ger sig ut i den.

## Geografi
I Svenska folk-visor från forntiden placerar författarna balladens handling till Linköpingstrakten, där Vänge sägs ha "varit beläget på Malmskogen". Kyrkan identifierar författarna som Kärna kyrka utanför staden; i en av de i boken upptecknade varianterna namnges istället kyrkan dit döttrarna är på väg som den närbelägna Kaga kyrka. I den tolkning, där kyrkan är Kärna kyrka, utspelar sig handlingen i Kärna mosse. Liknande berättelser finns dock på flera platser i Sverige, bland annat i småländska Hinneryd och i skånska Munka Ljungby, liksom i övriga Skandinavien.

## Text
Per Tyrssons döttrar i Vänge

kaller var deras skog

de sovo en sömn för länge

medan skogen han lövas

Först vaknade den yngsta

kaller...

så väckte hon upp de andra

medan...

Så satte de sig på sängastock.

Så flätade de varandras lock.

Så togo de på sina silkesklär.

Så gingo de sig åt kyrkanom.

Men när som de kommo till Vänge lid

så möta dem tre vallare

- Å antingen viljen I bli vallareviv

eller viljen I mista ert unga liv?

- Å inte vilja vi bli vallareviv.

Långt hellre vi mista vårt unga liv

De högg deras huven mot björkestock.

Där runno tre klara källor opp.

Kropparna grävde de ner i dy.

Kläderna buro de fram till by.

Men när som de kommo till Vänge gård,

ute för dem fru Karin står

- Å viljen I köpa silkessärkar

dem sexton jungfrur stickat å virkat

- Lös upp era knyten å låt mej se,

kanhända jag känner dem alla tre

Fru Karin sig för bröstet slår

och upp till Per Tyrsson i porten hon går

- Där håller tre vallare på vår gård.

De hava gjort av med döttrarna vår.

Per Tyrsson han tar sitt svärd i hand.

Så högg han ihjäl de äldsta två.

Den tredje låter han leva

för att få honom fråga:

- Vad heter eder fader?

Vad heter eder moder?

- Vår fader Per Tyrsson i Vänge

Vår moder fru Karin i Skränge

Per Tyrsson han går sig åt smedjan

Han slår sig järn om midjan

- Vad skola vi göra för syndamen?

- Vi ska bygga en kyrka av kalk å sten.

- Den kyrkan skall heta Kärna

den bygga vi upp så gärna